# Chondrohierax wilsonii
Il nibbio beccouncinato di Cuba (Chondrohierax wilsonii Cassin, 1847) è un rarissimo rapace della famiglia degli Accipitridi endemico di Cuba. Considerato a lungo una sottospecie del nibbio beccouncinato (Chondrohierax uncinatus), ma recentemente un'analisi filogenetica molecolare del DNA mitocondriale ha dimostrato che si tratta di una specie a sé, separatasi dal cugino continentale tra 400.000 e 1,5 milioni di anni fa.

## Descrizione
Lungo 38–43 cm, possiede un becco robusto, molto ricurvo (simile a quello dei pappagalli), di colore giallo come la zona di pelle nuda attorno all'occhio. La coda è larga e presenta quattro larghe fasce trasversali, quasi nere. Le ali estese mostrano le penne primarie con barre bianche e scure molto caratteristiche. L'iride è bianco-bluastra. Le zampe sono arancione chiaro. Il maschio presenta un piumaggio color azzurro-cenerino sul dorso, più chiaro sulla testa. La regione ventrale è biancastra con barre trasversali grigie e rossicce. La femmina ha il dorso marrone e il ventre biancastro segnato da fitte strisce rossicce. Gli esemplari immaturi hanno il dorso nero e la colorazione bianca della regione ventrale che si estende fino alla parte posteriore del collo.

## Distribuzione e habitat
In passato il nibbio beccouncinato di Cuba era presente in gran parte dell'isola, ma attualmente è confinato a una piccolissima area nell'est dell'isola tra Moa e Baracoa, e forse ad altre zone delle province di Holguín e Guantánamo. È il rapace più raro di Cuba ed è gravemente minacciato di estinzione. Gli unici avvistamenti registrati negli ultimi 40 anni si riferiscono a 1-3 uccelli osservati in pochissime occasioni nelle province di Holguín e Guantánamo; l'avvistamento più recente si riferisce a due uccelli scorti in volo nel parco nazionale Alejandro de Humboldt nel maggio del 2010.
Al giorno d'oggi questa specie è confinata nelle foreste a galleria di montagna, dove si nutre principalmente delle chiocciole arboricole Polymita e di limacce. In passato, abitava in aree a vegetazione xerofita e nelle foreste di montagna.

## Biologia

### Alimentazione
Il nibbio beccouncinato di Cuba si nutre di chiocciole arboricole variopinte (Polymita picta e, forse, Liguus sp.) e limacce che cattura nel sottobosco della foresta. Nelle aree dove Polymita è assente, si nutre delle chiocciole dei generi Caracolus e Polydontes. Estrae le chiocciole forando il guscio con il becco e rimuovendo l'animale attraverso il foro.

### Riproduzione
Le abitudini riproduttive di questa specie non sono mai state descritte.

## Conservazione
Il nibbio beccouncinato di Cuba venne descritto per la prima volta da Cassin (1846), che lo battezzò Chondrohierax wilsonii in onore dell'ornitologo americano Alexander Wilson, a partire da un esemplare catturato sul monte La Silla, nei pressi di Gibara, nella provincia di Holguín, ma praticamente tutti gli avvistamenti e catture successivi sono avvenuti nella parte orientale del Paese.
Sebbene Gundlach (1874) sostenesse che questa specie fosse molto diffusa su tutta l'isola, elencò appena 10 esemplari provenienti da sei località, tra le quali la baia dei Porci nella parte centrale di Cuba. Secondo Bond (1936, 1950) questa specie non era poi così rara nelle foreste di pianura a sud di Guantánamo, ma tutti gli autori successivi, compreso Greenway (1958), ne hanno parlato come di una specie rara e a rischio di estinzione. Collar (1986) la considerava rara.
Garrido (1985) sosteneva che fosse presente tra Baracoa e la Sierra de Toa, nella parte orientale dell'isola.
Wotzkow (1994) dichiarò che la specie non veniva avvistata dal 1930, pur citando gli avvistamenti non confermati a opera di Giraldo Alayon nelle vicinanze di Duaba Arriba nel 1974 e a San Alejo nel 1981, entrambi nella provincia di Guantánamo, ma era evidentemente all'oscuro di altri avvistamenti. Lui stesso trascorse 120 giorni alla ricerca di questa specie nella Cuchillas del Moa (provincia di Holguín), e nella Cuchillas del Toa (provincia di Guantánamo), ma senza successo.
Orlando Garrido, decano degli ornitologi cubani, riportò negli anni '80 di aver visto questa specie una sola volta: un esemplare inseguito da alcune cornacchie di Cuba (Corvus nasicus) vicino a Duaba Arriba (Baracoa).
Cause principali del declino di questa specie sono state la distruzione e l'alterazione dell'habitat, nonché la riduzione delle chiocciole arboricole (suo cibo principale) e gli abbattimenti a opera dei contadini, che lo considerano erroneamente un razziatore di pollame. Garrido (1975) ipotizzò che anche la raccolta da parte dei collezionisti delle variopinte chiocciole arboricole che costituiscono la base principale della dieta della specie possa aver influito sulla sopravvivenza dell'uccello.
Alcuni autori, tra i quali Barbour (1923, 1943), Raffaele et al. (1998) e Rodríguez Santana (2004), hanno fatto notare che questo nibbio è insolitamente mansueto, il che ne fa un facile bersaglio per i cacciatori.